# Japan op de Paralympische Zomerspelen 2020
Japan was een van de landen die deelnam aan de Paralympische Zomerspelen 2020 in Tokio, Japan.

## Medailleoverzicht
| Atletiek    | Misato Michishita                                                           | Marathon, T12 (v)                      | Goud   |  |  |
| Atletiek    | Tomoki Sato                                                                 | 400 m, T52 (m)                         | Goud   |  |  |
| Atletiek    | Tomoki Sato                                                                 | 1500 m, T52 (m)                        | Goud   |  |  |
| Badminton   | Daiki Kajiwara                                                              | Enkelspel, WH2 (m)                     | Goud   |  |  |
| Badminton   | Sarina Satomi                                                               | Enkelspel, WH1 (v)                     | Goud   |  |  |
| Badminton   | Sarina Satomi Yuma Yamazaki                                                 | Dubbelspel, WH1-WH2 (v)                | Goud   |  |  |
| Boccia      | Hidetaka Sugimura                                                           | Individueel, BC2 (g)                   | Goud   |  |  |
| Tennis      | Shingo Kunieda                                                              | Rolstoel enkelspel (m)                 | Goud   |  |  |
| Wielrennen  | Keiko Sugiura                                                               | Wegwedstrijd, C1-3 (v)                 | Goud   |  |  |
| Wielrennen  | Keiko Sugiura                                                               | Tijdrit, C1-3 (v)                      | Goud   |  |  |
| Zwemmen     | Keiichi Kimura                                                              | 100 m vlinderslag, S11 (m)             | Goud   |  |  |
| Zwemmen     | Takayuki Suzuki                                                             | 100 m vrije slag, S4 (m)               | Goud   |  |  |
| Zwemmen     | Naohide Yamaguchi                                                           | 100 m schoolslag, SB14 (m)             | Goud   |  |  |
|             |                                                                             |                                        |        |  |  |
| Atletiek    | Kenya Karasawa                                                              | 5000 m, T11 (m)                        | Zilver |  |  |
| Atletiek    | Yuki Oya                                                                    | 100 m, T52 (m)                         | Zilver |  |  |
| Atletiek    | Shinya Wada Gids: Takumi Hasebe                                             | 1500 m, T11 (m)                        | Zilver |  |  |
| Badminton   | Ayako Suzuki                                                                | Enkelspel, SU5 (v)                     | Zilver |  |  |
| Basketbal   | Team                                                                        | Team (m)                               | Zilver |  |  |
| Boccia      | Team                                                                        | Paren, BC3 (g)                         | Zilver |  |  |
| Tennis      | Yui Kamiji                                                                  | Rolstoel enkelspel (v)                 | Zilver |  |  |
| Triatlon    | Hideki Uda                                                                  | Individueel, PTS4 (m)                  | Zilver |  |  |
| Zwemmen     | Keiichi Kimura                                                              | 100 m schoolslag, SB11 (m)             | Zilver |  |  |
| Zwemmen     | Takayuki Suzuki                                                             | 50 m vrije slag, S4 (m)                | Zilver |  |  |
| Zwemmen     | Takayuki Suzuki                                                             | 200 m vrije slag, S4 (m)               | Zilver |  |  |
| Zwemmen     | Uchu Tomita                                                                 | 400 m vrije slag, S11 (m)              | Zilver |  |  |
| Zwemmen     | Uchu Tomita                                                                 | 100 m vlinderslag, S11 (m)             | Zilver |  |  |
| Zwemmen     | Miyuki Yamada                                                               | 50 m rugslag, S2 (v)                   | Zilver |  |  |
| Zwemmen     | Miyuki Yamada                                                               | 100 m rugslag, S2 (v)                  | Zilver |  |  |
|             |                                                                             |                                        |        |  |  |
| Atletiek    | Tadashi Horikoshi                                                           | Marathon, T12 (m)                      | Brons  |  |  |
| Atletiek    | Tsutomu Nagata                                                              | Marathon, T46 (m)                      | Brons  |  |  |
| Atletiek    | Hirokazu Ueyonabaru                                                         | 400 m, T52 (m)                         | Brons  |  |  |
| Atletiek    | Hirokazu Ueyonabaru                                                         | 1500 m, T52 (m)                        | Brons  |  |  |
| Atletiek    | Shinya Wada                                                                 | 5000 m, T11 (m)                        | Brons  |  |  |
| Atletiek    | Kengo Oshima Uran Sawada Gids: Ryuhei Shiokawa Tomoki Suzuki Yuka Takamatsu | 4 x 100 m, universele estafette (g)    | Brons  |  |  |
| Badminton   | Akiko Sugino                                                                | Enkelspel, SU5 (v)                     | Brons  |  |  |
| Badminton   | Yuma Yamazaki                                                               | Enkelspel, WH2 (v)                     | Brons  |  |  |
| Badminton   | Noriko Ito Ayako Suzuki                                                     | Dubbelspel, SL3-SU5 (v)                | Brons  |  |  |
| Badminton   | Daisuke Fujihara Akiko Sugino                                               | Dubbelspel, SL3-SU5 (g)                | Brons  |  |  |
| Badminton   | Daiki Kajiwara Hiroshi Murayama                                             | Dubbelspel, WH1-WH2 (m)                | Brons  |  |  |
| Boccia      | Team                                                                        | Team, BC1-2 (g)                        | Brons  |  |  |
| Goalball    | Team                                                                        | Team (v)                               | Brons  |  |  |
| Judo        | Kazusa Ogawa                                                                | -70 kg (v)                             | Brons  |  |  |
| Yujiro Seto | -66 kg (m)                                                                  |                                        | Brons  |  |  |
| Rugby       | Team                                                                        | Team (g)                               | Brons  |  |  |
| Tafeltennis | Maki Ito                                                                    | Enkelspel, C11 (v)                     | Brons  |  |  |
| Tennis      | Yui Kamiji Momoko Ohtani                                                    | Rolstoel dubbelspel (v)                | Brons  |  |  |
| Tennis      | Mitsuteru Moroishi Koji Sugeno                                              | Quads dubbelspel (g)                   | Brons  |  |  |
| Triatlon    | Satoru Yoneoka Gids: Kohei Tsubaki                                          | Individueel, PTVI (m)                  | Brons  |  |  |
| Zwemmen     | Takayuki Suzuki                                                             | 50 m schoolslag, SB3 (m)               | Brons  |  |  |
| Zwemmen     | Takayuki Suzuki                                                             | 150 m individuele wisselslag, SM4 (m)  | Brons  |  |  |
| Zwemmen     | Uchu Tomita                                                                 | 200 m individuele wisselslag, SM11 (m) | Brons  |  |  |

## Deelnemers en resultaten
(m) = mannen, (v) = vrouwen, (g) = gemengd 

### Atletiek

#### Baanonderdelen
| Atleet                                                                      | Onderdeel                           | Series              | Series              | Halve finale        | Halve finale        | Finale              | Finale              |
| Atleet                                                                      | Onderdeel                           | Resultaat           | Rang                | Resultaat           | Rang                | Resultaat           | Rang                |
| --------------------------------------------------------------------------- | ----------------------------------- | ------------------- | ------------------- | ------------------- | ------------------- | ------------------- | ------------------- |
| Daiki Akai                                                                  | 1500 m, T20 (m)                     | Niet van toepassing | Niet van toepassing | Niet van toepassing | Niet van toepassing | 3:58.78             | 5e                  |
| Masayuki Higuchi                                                            | 1500 m, T54 (m)                     | 3:03.60             | 14e                 | Niet van toepassing | Niet van toepassing | Niet gekwalificeerd | Niet gekwalificeerd |
| Masayuki Higuchi                                                            | 5000 m, T54 (m)                     | 10:11.49            | 5e                  | Niet van toepassing | Niet van toepassing | 10:31.28            | 8e                  |
| Tadashi Horikoshi                                                           | Marathon, T12 (m)                   | Niet van toepassing | Niet van toepassing | Niet van toepassing | Niet van toepassing | 2:28:01             | Brons               |
| Tomoki Ikoma                                                                | 100 m, T54 (m)                      | 0:14.50             | 12e                 | Niet van toepassing | Niet van toepassing | Niet gekwalificeerd | Niet gekwalificeerd |
| Kakeru Ishida                                                               | 100 m, T47 (m)                      | 0:11.15             | 8e                  | Niet van toepassing | Niet van toepassing | 0:11.05             | 5e                  |
| Kakeru Ishida                                                               | 400 m, T47 (m)                      | 0:51.56             | 10e                 | Niet van toepassing | Niet van toepassing | Niet gekwalificeerd | Niet gekwalificeerd |
| Tomoya Ito                                                                  | 400 m, T53 (m)                      | 0:57.16             | 11e                 | Niet van toepassing | Niet van toepassing | Niet gekwalificeerd | Niet gekwalificeerd |
| Yuki Iwata                                                                  | 1500 m, T20 (m)                     | Niet van toepassing | Niet van toepassing | Niet van toepassing | Niet van toepassing | 4:01.72             | 8e                  |
| Kenya Karasawa                                                              | 5000 m, T11 (m)                     | Niet van toepassing | Niet van toepassing | Niet van toepassing | Niet van toepassing | 15:18.12            | Zilver              |
| Kenya Karasawa Gids: Koji Kobayashi                                         | 1500 m, T11 (m)                     | 4:13.32             | 4e                  | Niet van toepassing | Niet van toepassing | 4:08.84             | 4e                  |
| Junta Kosuda                                                                | 100 m, T63 (m)                      | 0:13.58             | 10e                 | Niet van toepassing | Niet van toepassing | Niet gekwalificeerd | Niet gekwalificeerd |
| Kozo Kubo                                                                   | 5000 m, T54 (m)                     | 10:21.34            | 13e                 | Niet van toepassing | Niet van toepassing | Niet gekwalificeerd | Niet gekwalificeerd |
| Yutaka Kumagai                                                              | Marathon, T12 (m)                   | Niet van toepassing | Niet van toepassing | Niet van toepassing | Niet van toepassing | 2:31:32             | 7e                  |
| Takeru Matsumoto                                                            | 100 m, T36 (m)                      | 0:12.61             | 10e                 | Niet van toepassing | Niet van toepassing | Niet gekwalificeerd | Niet gekwalificeerd |
| Takeru Matsumoto                                                            | 400 m, T36 (m)                      | Niet van toepassing | Niet van toepassing | Niet van toepassing | Niet van toepassing | 0:59.15             | 7e                  |
| Tsutomu Nagata                                                              | Marathon, T46 (m)                   | Niet van toepassing | Niet van toepassing | Niet van toepassing | Niet van toepassing | 2:29:33             | Brons               |
| Kengo Oshima                                                                | 100 m, T64 (m)                      | 0:11.41             | 12e                 | Niet van toepassing | Niet van toepassing | Niet gekwalificeerd | Niet gekwalificeerd |
| Kengo Oshima                                                                | 200 m, T64 (m)                      | 0:23.99             | 8e                  | Niet van toepassing | Niet van toepassing | 0:23.62             | 8e                  |
| Yuki Oya                                                                    | 100 m, T52 (m)                      | Niet van toepassing | Niet van toepassing | Niet van toepassing | Niet van toepassing | 0:17.18             | Zilver              |
| Tomoki Sato                                                                 | 400 m, T52 (m)                      | 0:57.33             | 1e                  | Niet van toepassing | Niet van toepassing | 0:55.39             | Goud                |
| Tomoki Sato                                                                 | 1500 m, T52 (m)                     | Niet van toepassing | Niet van toepassing | Niet van toepassing | Niet van toepassing | 3:29.13             | Goud                |
| Tomoki Suzuki                                                               | 800 m, T54 (m)                      | 1:37.85             | 12e                 | Niet van toepassing | Niet van toepassing | Niet gekwalificeerd | Niet gekwalificeerd |
| Tomoki Suzuki                                                               | 1500 m, T54 (m)                     | 2:56.34             | 7e                  | Niet van toepassing | Niet van toepassing | 2:53.60             | 9e                  |
| Tomoki Suzuki                                                               | Marathon, T54 (m)                   | Niet van toepassing | Niet van toepassing | Niet van toepassing | Niet van toepassing | 1:30:45             | 7e                  |
| Yuji Togawa                                                                 | 1500 m, T20 (m)                     | Niet van toepassing | Niet van toepassing | Niet van toepassing | Niet van toepassing | 4:03.62             | 9e                  |
| Hirokazu Ueyonabaru                                                         | 400 m, T52 (m)                      | 1:01.05             | 4e                  | Niet van toepassing | Niet van toepassing | 0:59.95             | Brons               |
| Hirokazu Ueyonabaru                                                         | 1500 m, T52 (m)                     | Niet van toepassing | Niet van toepassing | Niet van toepassing | Niet van toepassing | 3:44.17             | Brons               |
| Shinya Wada                                                                 | 5000 m, T11 (m)                     | Niet van toepassing | Niet van toepassing | Niet van toepassing | Niet van toepassing | 15:21.03            | Brons               |
| Shinya Wada                                                                 | Marathon, T12 (m)                   | Niet van toepassing | Niet van toepassing | Niet van toepassing | Niet van toepassing | 2:33:05             | 9e                  |
| Shinya Wada Gids: Takumi Hasebe                                             | 1500 m, T11 (m)                     | 4:07.96             | 2e                  | Niet van toepassing | Niet van toepassing | 4:05.27             | Zilver              |
| Atsushi Yamamoto                                                            | 100 m, T63 (m)                      | 0:13.20             | 9e                  | Niet van toepassing | Niet van toepassing | Niet gekwalificeerd | Niet gekwalificeerd |
| Yuhei Yasuno                                                                | 100 m, T33 (m)                      | Niet van toepassing | Niet van toepassing | Niet van toepassing | Niet van toepassing | 0:22.34             | 5e                  |
|                                                                             |                                     |                     |                     |                     |                     |                     |                     |
| Yumiko Fujii                                                                | Marathon, T12 (v)                   | Niet van toepassing | Niet van toepassing | Niet van toepassing | Niet van toepassing | 3:17:44             | 5e                  |
| Anju Furuya                                                                 | 1500 m, T20 (v)                     | Niet van toepassing | Niet van toepassing | Niet van toepassing | Niet van toepassing | 4:38.58             | 4e                  |
| Tsubasa Kina                                                                | Marathon, T54 (v)                   | Niet van toepassing | Niet van toepassing | Niet van toepassing | Niet van toepassing | 1:42:33             | 7e                  |
| Kaede Maegawa                                                               | 100 m, T63 (v)                      | 0:16.57             | 9e                  | Niet van toepassing | Niet van toepassing | Niet gekwalificeerd | Niet gekwalificeerd |
| Sayaka Makita                                                               | 1500 m, T20 (v)                     | Niet van toepassing | Niet van toepassing | Niet van toepassing | Niet van toepassing | 4:54.60             | 6e                  |
| Misato Michishita                                                           | Marathon, T12 (v)                   | Niet van toepassing | Niet van toepassing | Niet van toepassing | Niet van toepassing | 3:00:50             | Goud                |
| Momoka Muraoka                                                              | 100 m, T54 (v)                      | 0:17.10             | 8e                  | Niet van toepassing | Niet van toepassing | 0:16.71             | 6e                  |
| Mihoko Nishijima                                                            | Marathon, T12 (v)                   | Niet van toepassing | Niet van toepassing | Niet van toepassing | Niet van toepassing | 3:29:12             | 8e                  |
| Mana Sasaki                                                                 | 100 m, T13 (v)                      | 0:12.96             | 14e                 | Niet van toepassing | Niet van toepassing | Niet gekwalificeerd | Niet gekwalificeerd |
| Mana Sasaki                                                                 | 400 m, T13 (v)                      | 0:58.48             | 8e                  | Niet van toepassing | Niet van toepassing | 0:58.05             | 7e                  |
| Uran Sawada Gids: Ryuhei Shiokawa                                           | 100 m, T12 (v)                      | 0:12.71             | 7e                  | 0:12.81             | 6e                  | Niet gekwalificeerd | Niet gekwalificeerd |
| Chiaki Takada Gids: Shigekazu Omori                                         | 100 m, T11 (v)                      | 0:13.66             | 9e                  | Niet gekwalificeerd | Niet gekwalificeerd | Niet gekwalificeerd | Niet gekwalificeerd |
| Saki Takakuwa                                                               | 100 m, T64 (v)                      | 0:13.43             | 9e                  | Niet van toepassing | Niet van toepassing | Niet gekwalificeerd | Niet gekwalificeerd |
| Yuka Takamatsu                                                              | 100 m, T38 (v)                      | 0:14.00             | 12e                 | Niet van toepassing | Niet van toepassing | Niet gekwalificeerd | Niet gekwalificeerd |
| Yuka Takamatsu                                                              | 400 m, T38 (v)                      | 1:07.23             | 11e                 | Niet van toepassing | Niet van toepassing | Niet gekwalificeerd | Niet gekwalificeerd |
| Ayumi Takemura                                                              | 400 m, T38 (v)                      | 1:08.29             | 12e                 | Niet van toepassing | Niet van toepassing | Niet gekwalificeerd | Niet gekwalificeerd |
| Aimi Toyama                                                                 | 400 m, T20 (v)                      | 1:00.17             | 8e                  | Niet van toepassing | Niet van toepassing | 0:59.99             | 7e                  |
| Tomomi Tozawa                                                               | 100 m, T63 (v)                      | 0:16.26             | 8e                  | Niet van toepassing | Niet van toepassing | 0:16.48             | 8e                  |
| Wakako Tsuchida                                                             | Marathon, T54 (v)                   | Niet van toepassing | Niet van toepassing | Niet van toepassing | Niet van toepassing | 1:38:32             | 4e                  |
| Sae Tsuji                                                                   | 200 m, T47 (v)                      | 0:26.88             | 13e                 | Niet van toepassing | Niet van toepassing | Niet gekwalificeerd | Niet gekwalificeerd |
| Sae Tsuji                                                                   | 400 m, T47 (m)                      | 0:59.98             | 6e                  | Niet van toepassing | Niet van toepassing | 0:59.98             | 5e                  |
| Moeko Yamamoto                                                              | 1500 m, T20 (v)                     | Niet van toepassing | Niet van toepassing | Niet van toepassing | Niet van toepassing | 4:55.03             | 7e                  |
|                                                                             |                                     |                     |                     |                     |                     |                     |                     |
| Kengo Oshima Uran Sawada Gids: Ryuhei Shiokawa Tomoki Suzuki Yuka Takamatsu | 4 x 100 m, universele estafette (g) | 0:47.94             | 4e                  | Niet van toepassing | Niet van toepassing | 0:47.98             | Brons               |

#### Veldonderdelen
| Paralympiër      | Onderdeel             | Resultaat | Prestatie |
| ---------------- | --------------------- | --------- | --------- |
| Kanta Kokubo     | Verspringen, T20 (m)  | 4e        | 7.01      |
| Junta Kosuda     | Verspringen, T63 (m)  | 7e        | 5.95      |
| Takuya Shiramasa | Speerwerpen, F46 (m)  | 6e        | 58.35     |
| Toru Suzuki      | Hoogspringen, T64 (m) | 4e        | 1.88      |
| Atsushi Yamamoto | Verspringen, T63 (m)  | 4e        | 6.75      |
| Akihiro Yamazaki | Speerwerpen, F46 (m)  | 7e        | 57.69     |
|                  |                       |           |           |
| Kaede Maegawa    | Verspringen, T63 (v)  | 5e        | 4.23      |
| Maya Nakanishi   | Verspringen, T64 (v)  | 6e        | 5.27      |
| Uran Sawada      | Verspringen, T12 (v)  | 5e        | 5.15      |
| Chiaki Takada    | Verspringen, T11 (v)  | 5e        | 4.74      |
| Saki Takakuwa    | Verspringen, T64 (v)  | 8e        | 4.88      |
| Tonomi Tozawa    | Verspringen, T63 (v)  | 4e        | 4.39      |

### Badminton
| Paralympiër                     | Onderdeel               | Groepsfase                       | Groepsfase                               | Groepsfase                | Positie | Finalefase                       | Finalefase                   | Finalefase                     | Plaats |
| Paralympiër                     | Onderdeel               | Wedstrijd I                      | Wedstrijd II                             | Wedstrijd III             | Positie | Kwartfinale                      | Halve finale                 | (Troost)finale                 | Plaats |
| Paralympiër                     | Onderdeel               | Tegenstander Uitslag             | Tegenstander Uitslag                     | Tegenstander Uitslag      | Positie | Tegenstander Uitslag             | Tegenstander Uitslag         | Tegenstander Uitslag           | Plaats |
| ------------------------------- | ----------------------- | -------------------------------- | ---------------------------------------- | ------------------------- | ------- | -------------------------------- | ---------------------------- | ------------------------------ | ------ |
| Daisuke Fujihara                | Enkelspel, SL3 (m)      | INA Ukun Rukaendi W met 2-0      | GBR Daniel Bethell V met 0-2             | Niet van toepassing       | 2e      | Niet van toepassing              | IND Pramod Bhagat V met 0-2  | IND Manoj Sarkar V met 0-2     | 4e     |
| Taiyo Imai                      | Enkelspel, SU5 (m)      | MAS Liek Hou Cheah V met 0-2     | EGY Ahmed Magdy Amin Eldakrory W met 2-0 | TPE Fang Jen Yu V met 1-2 | 3e      | Niet gekwalificeerd              | Niet gekwalificeerd          | Niet gekwalificeerd            | 5e     |
| Daiki Kajiwara                  | Enkelspel, WH2 (m)      | HKG Chan Ho Yuen W met 2-1       | FRA Thomas Jakobs W met 2-0              | Niet van toepassing       | 1e      | Bye                              | KOR Kim Kyung Hoon W met 2-0 | KOR Kim Jungjun W met 2-0      | Goud   |
| Hiroshi Murayama                | Enkelspel, WH1 (m)      | GER Young Chin Mi W met 2-0      | KOR Lee Sam Seop W met 2-1               | Niet van toepassing       | 1e      | JPN Osamu Nagashima W met 2-0    | CHN Qu Zimo V met 0-2        | KOR Lee Dong Seop V met 1-2    | 4e     |
| Osamu Nagashima                 | Enkelspel, WH1 (m)      | FRA David Toupe W met 2-0        | CHN Qu Zimo V met 0-2                    | Niet van toepassing       | 2e      | JPN Hiroshi Murayama V met 0-2   | Uitgeschakeld                | Uitgeschakeld                  | 5e     |
| Daiki Kajiwara Hiroshi Murayama | Dubbelspel, WH1-WH2 (m) | China V met 0-2                  | Duitsland W met 2-0                      | Niet van toepassing       | 2e      | Niet van toepassing              | China V met 0-2              | Thailand W met 2-0             | Brons  |
|                                 |                         |                                  |                                          |                           |         |                                  |                              |                                |        |
| Haruka Fujino                   | Enkelspel, SL4 (v)      | CHN Ma Huihui V met 0-2          | THA Nipada Saensupa W met 2-0            | Niet van toepassing       | 2e      | Niet gekwalificeerd              | Niet gekwalificeerd          | Niet gekwalificeerd            | 5e     |
| Kaede Kameyama                  | Enkelspel, SU5 (v)      | DEN Cathrine Rosengren W met 2-0 | JPN Akiko Sugino V met 1-2               | Niet van toepassing       | 2e      | IND Palak Kohli W met 2-0        | JPN Ayako Sugino V met 0-2   | JPN Akiko Sugino V met 1-2     | 4e     |
| Rie Ogura                       | Enkelspel, WH2 (v)      | THA Amnouy Wetwithan V met 0-2   | CHN Xu Tingting V met 0-2                | Niet van toepassing       | 3e      | Niet gekwalificeerd              | Niet gekwalificeerd          | Niet gekwalificeerd            | 7e     |
| Sarina Satomi                   | Enkelspel, WH1 (v)      | CHN Yin Menglu V met 0-2         | KOR Kang Jung Kum W met 2-0              | Niet van toepassing       | 2e      | SUI Karin Suther Erath W met 2-0 | CHN Yin Menglu W met 2-0     | THA Sujirat Pookkham W met 2-1 | Goud   |
| Akiko Sugino                    | Enkelspel, SU5 (v)      | DEN Cathrine Rosengren W met 2-1 | Kaede Kameyama W met 2-1                 | Niet van toepassing       | 1e      | POR Beatriz Monteiro W met 2-0   | CHN Yang Qiuxia V met 0-2    | JPN Kaede Kameyama W met 2-1   | Brons  |
| Ayako Suzuki                    | Enkelspel, SU5 (v)      | TUR Zehra Baglar W met 2-0       | IND Palak Kohli W met 2-0                | Niet van toepassing       | 1e      | Bye                              | JPN Kaede Kameyama W met 2-0 | CHN Yang Qiuxia V met 0-2      | Zilver |
| Yuma Yamazaki                   | Enkelspel, WH2 (v)      | TUR Emine Seckin V met 1-2       | KOR Lee Sun Ae W met 2-0                 | Niet van toepassing       | 2e      | RPC Tatiana Gureeva W met 2-1    | CHN Xu Tingting V met 0-2    | TUR Emine Seckin W met 2-0     | Brons  |
| Noriko Ito Ayako Suzuki         | Dubbelspel, SL3-SU5 (v) | Indonesië V met 0-2              | Thailand W met 2-0                       | Niet van toepassing       | 2e      | Niet van toepassing              | China V met 0-2              | Frankrijk W met 2-0            | Brons  |
| Sarina Satomi Yuma Yamazaki     | Dubbelspel, WH1-WH2 (v) | Thailand W met 2-0               | Zuid-Korea W met 2-0                     | Niet van toepassing       | 1e      | Niet van toepassing              | Thailand W met 2-0           | China W met 2-1                | Goud   |
|                                 |                         |                                  |                                          |                           |         |                                  |                              |                                |        |
| Daisuke Fujihara Akiko Sugino   | Dubbelspel, SL3-SU5 (g) | Duitsland W met 2-0              | Indonesië V met 0-2                      | Niet van toepassing       | 2e      | Niet van toepassing              | Frankrijk V met 0-2          | India W met 2-0                | Brons  |

### Bankdrukken
| Paralympiër    | Onderdeel  | Resultaat | Prestatie |
| -------------- | ---------- | --------- | --------- |
| Tomohiro Kose  | -59 kg (m) | 10e       | 145.0     |
| Hiroshi Miura  | -49 kg (m) | 9e        | 127.0     |
| Hajime Ujiro   | -72 kg (m) | 6e        | 162.0     |
|                |            |           |           |
| Chika Sakamoto | -79 kg (v) | 8e        | 77.0      |

### Basketbal
| Paralympiër | Onderdeel | Resultaat | Prestatie |
| --- | --------- | --------- | --- |
| Ryuga Akaishi Kei Akita Renshi Chokai Reo Fujimoto Kiyoshi Fujisawa Takuya Furusawa Takayoshi Iwai Rin Kawahara Hiroaki Kozai Tetsuya Miyajima Yohsinobu Takamatsu Akira Toyoshima | Team (m)  | Zilver    | Groep A W van Colombia met 63-56 W van Zuid-Korea met 59-52 W van Canada met 62-56 V van Spanje met 61-79 W van Turkije met 67-55 Kwartfinale: W van Australië met 61-55 Halve finale: W van Groot-Brittannië met 79-68 Finale: V van Verenigde Staten met 60-64 |
| Mari Amimoto Ikumi Fujii Mayo Hagino Miki Hirai Chihiro Kitada Yui Kitama Rie Odajima Chinami Shimizu Mayumi Tsuchida Amane Yanagimoto Emi Yasuo Izumi Zaima                       | Team (v)  | 6e        | Groep A W van Australië met 73-47 W van Groot-Brittannië met 54-48 V van Canada met 35-61 V van Duitsland met 54-59 Kwartfinale: V van Nederland met 24-82 Plaats 5/6: V van Canada met 49-68                                                                    |

### Blindenvoetbal
| Paralympiër | Onderdeel | Resultaat | Prestatie                                                                                                   |
| --- | --------- | --------- | --- |
| Veldspelers Satoru Hinata Ryo Kawamura Tomonari Kuroda Robertoizumi Sasaki Yasuhiro Sasaki Yuzuki Sonobe Akihito Tanaka Hajime Teranishi Keepers Masashi Kamiyama Daisuke Sato | Team (m)  | 5e        | Groep A W van Frankrijk met 4-0 V van Brazilië met 0-4 V van China met 0-2 Plaats 5/6: W van Spanje met 1-0 |

### Boccia
| Paralympiër                                                    | Onderdeel            | Groepsfase                             | Groepsfase                                   | Groepsfase                       | Groepsfase                          | Positie | Finalefase                 | Finalefase                  | Finalefase                        | Plaats |
| Paralympiër                                                    | Onderdeel            | Wedstrijd I                            | Wedstrijd II                                 | Wedstrijd III                    | Wedstrijd IV                        | Positie | Kwartfinale                | Halve finale                | (Troost)finale                    | Plaats |
| Paralympiër                                                    | Onderdeel            | Tegenstander Uitslag                   | Tegenstander Uitslag                         | Tegenstander Uitslag             | Tegenstander Uitslag                | Positie | Tegenstander Uitslag       | Tegenstander Uitslag        | Tegenstander Uitslag              | Plaats |
| -------------------------------------------------------------- | -------------------- | -------------------------------------- | -------------------------------------------- | -------------------------------- | ----------------------------------- | ------- | -------------------------- | --------------------------- | --------------------------------- | ------ |
| Shun Esaki                                                     | Individueel, BC4 (g) | COL Euclides Grisales V met 2-4        | GBR Stephen McGuire V met 2-3                | HKG Wong Kwan Hang V met 3-5     | Niet van toepassing                 | 4e      | Niet gekwalificeerd        | Niet gekwalificeerd         | Niet gekwalificeerd               | 19e    |
| Yuriko Fujii                                                   | Individueel, BC1 (g) | SVK Tomas Kral V met 2-5               | BRA Jose Carlos Chagas de Oliveira V met 2-5 | POR Andre Ramos V met 1-5        | Niet van toepassing                 | 4e      | Niet gekwalificeerd        | Niet gekwalificeerd         | Niet gekwalificeerd               | 13e    |
| Takayuki Hirose                                                | Individueel, BC2 (g) | POR Abilio Valente W met 7-2           | HKG Yeung Hiu Lam V met 1-6                  | SVK Rastislav Kurilak W met 4-3  | Niet van toepassing                 | 2e      | Niet gekwalificeerd        | Niet gekwalificeerd         | Niet gekwalificeerd               | 9e     |
| Takumi Nakamura                                                | Individueel, BC1 (g) | ARG Mauricio Ibarbure W met 8-5        | CHN Zhang Qi V met 2-6                       | GBR David Smith V met 1-11       | MEX Eduardo Sanchez Reyes V met 1-9 | 4e      | Niet gekwalificeerd        | Niet gekwalificeerd         | Niet gekwalificeerd               | 13e    |
| Hidetaka Sugimura                                              | Individueel, BC2 (g) | RPC Diana Tsyplina W met 12-0          | CAN Danik Allard W met 6-4                   | POR Cristina Goncalves W met 6-1 | Niet van toepassing                 | 1e      | SVK Robert Mezik W met 8-1 | BRA Maciel Santos W met 3-2 | THA Watcharaphon Vongsa W met 5-0 | Goud   |
| Kazuki Takahashi                                               | Individueel, BC3 (g) | GRE Grigorios Polychronidis V met 2-7  | POR Avelino Andrade W met 9-0                | POR Ana Costa W met 3-2          | Niet van toepassing                 | 2e      | Niet gekwalificeerd        | Niet gekwalificeerd         | Niet gekwalificeerd               | 9e     |
| Shun Esaki Wataru Furumitsu Juri Kimura                        | Paren, BC4 (g)       | Russisch Paralympisch Comité V met 3-7 | Hongkong V met 1-7                           | Colombia W met 7-1               | Thailand V met 2-8                  | 4e      | Niet van toepassing        | Niet van toepassing         | Niet van toepassing               | 7e     |
| Takayuki Hirose Yuriko Fujii Takumi Nakamura Hidetaka Sugimura | Team, BC1-2 (g)      | Zuid-Korea V met 5-6                   | Portugal W met 5-4                           | Slowakije W met 8-2              | Brazilië W met 6-4                  | 1e      | Niet van toepassing        | Thailand V met 3-8          | Portugal W met 4-3                | Brons  |
| Kazuki Takahashi Keiko Tanaka Keisuke Kawamoto                 | Paren, BC3 (g)       | Hongkong V met 4-4                     | Australië W met 3-2                          | Brazilië W met 3-3               | Portugal W met 7-0                  | 1e      | Niet van toepassing        | Griekenland W met 5-1       | Zuid-Korea V met 4-4              | Zilver |

### Boogschieten
| Paralympiër                     | Onderdeel                      | Kwalificatie | Kwalificatie | 1e ronde             | 2e ronde                          | 3e ronde                            | Kwartfinale                                | Halve finale         | (troost)Finale       | Rang |
| Paralympiër                     | Onderdeel                      | Score        | Positie      | Tegenstander Uitslag | Tegenstander Uitslag              | Tegenstander Uitslag                | Tegenstander Uitslag                       | Tegenstander Uitslag | Tegenstander Uitslag | Rang |
| ------------------------------- | ------------------------------ | ------------ | ------------ | -------------------- | --------------------------------- | ----------------------------------- | ------------------------------------------ | -------------------- | -------------------- | ---- |
| Leon Miyamoto                   | Individueel, compound open (m) | 683          | 17e          | Bye                  | ITA Matteo Bonacina W met 141-136 | CHN He Zihao V met 139-146          | Uitgeschakeld                              | Uitgeschakeld        | Uitgeschakeld        | 9e   |
| Kohji Oyama                     | Individueel, W1 (m)            | 624          | 9e           | Niet van toepassing  | Niet van toepassing               | KOR Koo Dong Sub W met 129-129      | TUR Nihat Turkmenoglu V met 129-133        | Uitgeschakeld        | Uitgeschakeld        | 5e   |
| Tomohiro Ueyama                 | Individueel, recurve open (m)  | 609          | 11e          | Niet van toepassing  | CZE Vaclav Kostal V met 0-6       | Uitgeschakeld                       | Uitgeschakeld                              | Uitgeschakeld        | Uitgeschakeld        | 17e  |
|                                 |                                |              |              |                      |                                   |                                     |                                            |                      |                      |      |
| Miho Nagano                     | Individueel, compound open (v) | 647          | 22e          | Niet van toepassing  | CAN Karen Van Nest V met 130-138  | Uitgeschakeld                       | Uitgeschakeld                              | Uitgeschakeld        | Uitgeschakeld        | 17e  |
| Aiko Okazaki                    | Individueel, W1 (v)            | 576          | 9e           | Niet van toepassing  | Niet van toepassing               | CZE Tereza Brandtlova W met 128-115 | CHN Chen Minyi V met 129-132               | Uitgeschakeld        | Uitgeschakeld        | 5e   |
| Chika Shigesada                 | Individueel, recurve open (v)  | 584          | 8e           | Niet van toepassing  | Bye                               | CHN Gao Fangxia W met 7-1           | CHN Wu Chunyan V met 1-7                   | Uitgeschakeld        | Uitgeschakeld        | 5e   |
|                                 |                                |              |              |                      |                                   |                                     |                                            |                      |                      |      |
| Leon Miyamoto Miho Nagano       | Team, compound open (g)        | 1330         | 10e          | Niet van toepassing  | Niet van toepassing               | Italië V met 144-145                | Uitgeschakeld                              | Uitgeschakeld        | Uitgeschakeld        | 9e   |
| Aiko Okazaki Kohji Oyama        | Team, W1 (g)                   | 1200         | 4e           | Niet van toepassing  | Niet van toepassing               | Niet van toepassing                 | Russisch Paralympisch Comité V met 119-132 | Uitgeschakeld        | Uitgeschakeld        | 5e   |
| Chika Shigesada Tomohiro Ueyama | Team, recurve open (g)         | 1193         | 6e           | Niet van toepassing  | Niet van toepassing               | Brazilië W met 5-1                  | Italië V met 2-6                           | Uitgeschakeld        | Uitgeschakeld        | 5e   |

### Goalball
| Paralympiër                                                                        | Onderdeel | Resultaat | Prestatie |
| ---------------------------------------------------------------------------------- | --------- | --------- | --- |
| Koji Miyajiki Kazuya Kaneko Yuta Kawashima Yuto Sano Yuji Taguchi Ryoga Yamaguchi  | Team (m)  | 5e        | Groep A W van Algerije met 13-4 W van Verenigde Staten met 11-1 W van Litouwen met 10-2 V van Brazilië met 3-8 Kwartfinale: V van China met 4-7                                                                          |
| Norika Hagiwara Eiko Kakehata Rieko Takahashi Yuki Temma Rie Urata Haruka Wakasugi | Team (v)  | Brons     | Groep B V van Turkije met 1-7 G tegen Brazilië met 4-4 W van Verenigde Staten met 3-2 W van Egypte met 10-0 Kwartfinale: W van Israël met 4-1 Halve finale: V van Turkije met 5-8 Bronzen finale: W van Brazilië met 6-1 |

### Judo
| Paralympiër         | Onderdeel   | Resultaat | Prestatie |
| ------------------- | ----------- | --------- | --- |
| Takaaki Hirai       | -60 kg (m)  | 7e        | 1/8e finale: W van BRA Thiego Marques Kwartfinale: V van ROM Florin Alexandru Bologa Herkansingen, finale: V van TUR Recep Ciftci                                                 |
| Haruka Hirose       | -90 kg (m)  | 7e        | 1/8e finale: W van ALG Abderrahmane Chetouane Kwartfinale: V van FRA Helios Latchoumanaya Herkansingen, finale: V van BRA Arthur Cavalcante da Silva                              |
| Aramitsu Kitazono   | -81 kg (m)  | 9e        | 1/8e finale: V van UKR Dmytro Solovey |
| Yoshikazu Matsumoto | -100 kg (m) | 7e        | Kwartfinale: V van GER Oliver Upmann Herkansingen, finale: V van UZB Sharif Khalilov                                                                                              |
| Kento Masaki        | +100 kg (m) | 7e        | Kwartfinale: V van GEO Revaz Chikoidze Herkansingen, finale: V van CUB Yordani Fernandez Sastre                                                                                   |
| Takamasa Nagai      | -73 kg (m)  | 7e        | 1/8e finale: W van ARG Rodolfo Fabian Ramirez Kwartfinale: V van RPC Vasilii Kutuev Herkansingen, finale: V van LTU Osvaldas Bareikis                                             |
| Yujiro Seto         | -66 kg (m)  | Brons     | 1/8e finale: W van ARG Eduardo Gauto Gallegos Kwartfinale: V van UZB Uchkun Kuranbaev Herkansingen, finale: W van MGL Munkhbat Aajim Bronzen finale: W van GEO Giorgi Gamjashvili |
|                     |             |           | |
| Yui Fujiwara        | -52 kg (v)  | 5e        | Kwartfinale: W van AZE Basti Safarova Halve finale: V van ALG Cherine Abdellaoui Bronzen finale: V van RPC Alesia Stepaniuk                                                       |
| Shizuka Hangai      | -48 kg (v)  | 5e        | Kwartfinale: V van AZE Shahana Hajiyeva Herkansingen, finale: W van TUR Ecem Tasin Bronzen finale: V van UKR Yuliya Halinska                                                      |
| Junko Hirose        | -57 kg (v)  | 5e        | 1/8e finale: W van BLR Elena Bogdanova Kwartfinale: V van UZB Parvina Samandarova Herkansingen, finale: W van ARG Laura Candela Gonzalez Bronzen finale: V van TUR Zeynep Celik   |
| Hiroko Kudo         | -63 kg (v)  | 7e        | 1/8e finale: W van USA Liana Mutia Kwartfinale: V van AZE Khanim Huseynova Herkansingen, finale: V van ESP Marta Arce Payno                                                       |
| Kazusa Ogawa        | -70 kg (v)  | Brons     | 1/8e finale: W van GRE Theodora Paschalidou Kwartfinale: W van UZB Vasila Aliboeva Halve finale: V van GEO Ina Kaldani Bronzen finale: W van RPC Olga Zabrodskaia                 |
| Minako Tsuchiya     | +70 kg (v)  | 7e        | Kwartfinale: V van BRA Meg Emmerich Herkansingen, finale: V van UKR Anastasiia Harnyk                                                                                             |

### Kanovaren
| Atleet         | Onderdeel                  | Heats     | Heats | Halve finale | Halve finale | A/B finale          | A/B finale          | Eindranking |
| Atleet         | Onderdeel                  | Resultaat | Rang  | Resultaat    | Rang         | Resultaat           | Rang                | Eindranking |
| -------------- | -------------------------- | --------- | ----- | ------------ | ------------ | ------------------- | ------------------- | ----------- |
| Koichi Imai    | Eenpersoons Va'a, VL3 (m)  | 0:58.458  | 12e   | 0:54.992     | 10e QB       | 0:57.028            | 4e                  | 12e         |
| Yuta Takagi    | Eenpersoons kajak, KL1 (m) | 1:00.765  | 12e   | 0:58.259     | 10e QB       | 0:58.509            | 4e                  | 12e         |
| Hiromi Tatsumi | Eenpersoons kajak, KL2 (m) | 0:47.757  | 10e   | 0:46.290     | 9e QB        | 0:47.325            | 3e                  | 11e         |
|                |                            |           |       |              |              |                     |                     |             |
| Yoshimi Kaji   | Eenpersoons kajak, KL3 (v) | 0:55.777  | 9e    | 0:52.948     | 7e           | Niet gekwalificeerd | Niet gekwalificeerd | 9e          |
| Saki Komatsu   | Eenpersoons Va'a, VL2 (v)  | 1:14.310  | 10e   | 1:08.477     | 8e           | Niet gekwalificeerd | Niet gekwalificeerd | 10e         |
| Monika Seryu   | Eenpersoons kajak, KL1 (v) | 1:00.180  | 8e    | 1:00.489     | 5e QA        | 0:57.998            | 7e                  | 7e          |

### Paardensport
| Paralympiër                                  | Onderdeel                               | Resultaat | Prestatie |
| -------------------------------------------- | --------------------------------------- | --------- | --------- |
| Sho Inabe                                    | Dressuur, verplichte kür, graad III (g) | 15e       | 67.529%   |
| Mitsuhide Miyaji                             | Dressuur, verplichte kür, graad II (g)  | 7e        | 66.824%   |
| Mitsuhide Miyaji                             | Dressuur, vrije kür, graad II (g)       | 8e        | 67.434%   |
| Katsuji Katashima                            | Dressuur, verplichte kür, graad IV (g)  | 14e       | 65.951%   |
| Soshi Yoshigoe                               | Dressuur, verplichte kür, graad II (g)  | 10e       | 63.823%   |
| Sho Inabe Mitsuhide Miyaji Katsuji Takashima | Dressuur, team, graad I-V (g)           | 15e       | 198.378%  |

### Roeien
| Atleet                                                                         | Onderdeel                                  | Heats     | Heats | Herkansingen | Herkansingen | A/B finale | A/B finale | Eindranking |
| Atleet                                                                         | Onderdeel                                  | Resultaat | Rang  | Resultaat    | Rang         | Resultaat  | Rang       | Eindranking |
| ------------------------------------------------------------------------------ | ------------------------------------------ | --------- | ----- | ------------ | ------------ | ---------- | ---------- | ----------- |
| Tomomi Ichikawa                                                                | Eenpersoons scull, PR1W1x (v)              | 13:50.29  | 11e   | 12:41.10     | 10e QB       | 14:14.59   | 5e         | 11e         |
|                                                                                |                                            |           |       |              |              |            |            |             |
| Ryohei Ariyasu Yui Kimura Toshihiro Nishioka Haruka Yao Stuur Hiroyuki Tatsuta | Vierpersoons scull met stuur, PR3Mix4+ (g) | 8:14.09   | 12e   | 7:52.35      | 10e QB       | 8:36.89    | 6e         | 12e         |

### Rugby
| Paralympiër | Onderdeel | Resultaat | Prestatie |
| --- | --------- | --------- | --- |
| Masayuki Haga Yuki Hasegawa Katsuya Hashimoto Yukinobu Ike Daisuke Ikezaki Tomoaki Imai Kae Kurahashi Shunya Nakamachi Seiya Norimatsu Hitoshi Ogawa Shinichi Shimakawa Hidefumi Wakayama | Team (g)  | Brons     | Groep A W van Frankrijk met 53-51 W van Denemarken met 60-51 W van Australië met 57-53 Halve finale: V van Groot-Brittannië met 49-55 Bronzen finale: W van Australië met 60-52 |

### Schermen
| Paralympiër                               | Onderdeel                           | Resultaat | Prestatie |
| ----------------------------------------- | ----------------------------------- | --------- | --- |
| Michinobu Fujita                          | Degen individueel, categorie B (m)  | 11e       | Groep A V van GBR Dimitri Coutya met 4-5 V van UKR Anton Datsko met 2-5 V van RPC Alexander Kuzyukov met 1-5 V van FRA Yohan Peter met 3-5 V van IRQ Ammar Ali met 3-5 W van CAN Pierre Mainville met 5-2                                                          |
| Michinobu Fujita                          | Floret individueel, categorie B (m) | 11e       | Groep B V van UKR Anton Datsko met 2-5 V van ITA Marco Cima met 2-5 V van CHN Hu Daoliang met 3-5 V van POL Adrian Castro met 1-5 W van BRA Jovane Silva Guissone met 5-3 V van RPC Albert Kamalov met 2-5                                                         |
| Shintaro Kano                             | Floret individueel, categorie A (m) | 12e       | Groep A V van CHN Sun Gang met 4-5 V van UKR Andrii Demchuk met 3-5 W van CAN Matthieu Hebert met 5-3 V van POL Michal Nalewajek met 1-5 |
| Shintaro Kano                             | Sabel individueel, categorie A (m)  | 12e       | Groep A V van RPC Maxim Shaburov met 0-5 V van GRE Vasileios Ntounis met 3-5 W van CAN Matthieu Hebert met 5-1 V van HUN Richard Osvath met 0-5 |
| Ryuji Onda                                | Floret individueel, categorie B (m) | 13e       | Groep A V van CHN Feng Yanke met 1-5 V van UKR Oleg Naumenko met 2-5 V van GBR Dimitri Coutya met 1-5 V van FRA Maxime Valet met 1-5 V van BRA Vanderson Luis Chaves met 3-5 V van RPC Alexander Kuzyukov met 1-5                                                  |
| Ryuji Onda                                | Sabel individueel, categorie B (m)  | 13e       | Groep A V van POL Adrian Castro met 1-5 V van RPC Albert Kamalov met 2-5 V van CHN Feng Yanke met 0-5 V van GRE Panagiotis Triantafyllou met 4-5 V van BLR Andrei Pranevich met 3-5                                                                                |
| Michinobu Fujita Shintaro Kano Ryuji Onda | Floret team (m)                     | 7e        | Groep A V van China met 32-45 V van Polen met 40-45 V van Frankrijk met 32-45 |
|                                           |                                     |           | |
| Chisato Abe                               | Floret individueel, categorie B (v) | 11e       | Groep A V van BRA Monica Santos met 0-5 V van GEO Irma Khetsuriani met 0-5 W van HKG Chung Yuen Ping met 5-2 V van RPC Liudmila Vasileva met 2-5 V van ITA Beatrice Vio met 0-5 V van CHN Xiao Rong met 0-5                                                        |
| Chisato Abe                               | Sabel individueel, categorie B (v)  | 11e       | Groep B W van BRA Monica Santos met 5-1 V van HUN Boglarka Mezo met 1-5 V van UKR Olena Fedota met 0-5 V van CHN Tan Shumei met 1-5 V van RPC Irina Mishurova met 2-5                                                                                              |
| Mieko Matsumoto                           | Degen individueel, categorie A (v)  | 16e       | Groep C V van POL Kinga Drozdz met 3-5 V van RPC Alena Evdokimova met 1-5 V van CHN Rong Jing met 3-5 V van GBR Gemma Collis-McCann met 2-5 V van HUN Amarilla Veres met 2-5                                                                                       |
| Mieko Matsumoto                           | Floret individueel, categorie A (v) | 16e       | Groep B V van ITA Andreea Mogos met 0-5 V van HUN Zsuzsanna Krajnyak met 3-5 V van HKG Yu Chui Yee met 0-5 V van UKR Nataliia Mandryk met 2-5 V van GEO Gvantsa Zadishvili met 1-5                                                                                 |
| Anri Sakurai                              | Degen individueel, categorie B (v)  | 5e        | Groep A V van BLR Alesia Makrytskaya met 2-5 W van HKG Chung Yuen Ping met 5-1 W van POL Patrycja Hareza met 5-2 V van RPC Viktoria Boykova met 3-5 W van USA Terry Hayes met 5-3 W van CHN Zhou Jingjing met 5-3 Kwartfinale: V van RPC Viktoria Boykova met 3-15 |
| Anri Sakurai                              | Floret individueel, categorie B (v) | 11e       | Groep B W van GER Sylvi Tauber met 5-4 V van RPC Irina Mishurova met 1-5 V van BLR Alesia Makrytskaya met 1-5 W van HUN Boglarka Mezo met 5-4 V van CHN Zhou Jingjing met 3-5 V van USA Ellen Geddes met 2-5                                                       |

### Schietsport
| Paralympiër     | Onderdeel                         | Resultaat | Resultaat | Prestatie           | Prestatie           |
| Paralympiër     | Onderdeel                         | Score     | Rang      | Score               | Rang                |
| --------------- | --------------------------------- | --------- | --------- | ------------------- | ------------------- |
| Mika Mizuta     | 10 m luchtgeweer, liggend SH2 (g) | 628.6     | 32e       | Niet gekwalificeerd | Niet gekwalificeerd |
| Daisuke Sasaki  | 10 m luchtgeweer, liggend SH1 (g) | 629.4     | 28e       | Niet gekwalificeerd | Niet gekwalificeerd |
| Yusuke Watanabe | 10 m luchtgeweer, liggend SH1 (g) | 623.0     | 45e       | Niet gekwalificeerd | Niet gekwalificeerd |
| Yusuke Watanabe | 50 m geweer, liggend SH1 (g)      | 610.1     | 30e       | Niet gekwalificeerd | Niet gekwalificeerd |

### Taekwondo
| Paralympiër    | Onderdeel       | Resultaat | Prestatie |
| -------------- | --------------- | --------- | --- |
| Shunsuke Kudo  | -75 kg, K44 (m) | 7e        | Kwartfinale: V van RPC Magomedzagir Isaldibirov met 23-31 Herkansingen, 1e ronde: W van SEN Ibrahima Seye met 52-31 Herkansingen, finale: V van ARG Juan Eduardo Samorano met 22-42 |
| Mitsuya Tanaka | -61 kg, K44 (m) | 9e        | Kwartfinale: V van BRA Nathan Troquato met 24-58 Herkansingen, 1e ronde: V van AZE Imamaddin Khalilov met 15-20                                                                     |
|                |                 |           | |
| Shoko Ota      | +58 kg, K44 (v) | 7e        | Kwartfinale: V van UZB Guljonoy Naimova met 12-37 Herkansingen, 1e ronde: W van FRA Laura Schiel Herkansingen, finale: V van AUS Janine Watson met 12-32                            |

### Tafeltennis
| Paralympiër                     | Onderdeel          | Groepsfase                          | Groepsfase                      | Groepsfase                          | Positie             | Finalefase                          | Finalefase                  | Finalefase               | Finalefase           | Plaats |
| Paralympiër                     | Onderdeel          | Wedstrijd I                         | Wedstrijd II                    | Wedstrijd III                       | Positie             | 1/8e finale                         | Kwartfinale                 | Halve finale             | Finale               | Plaats |
| Paralympiër                     | Onderdeel          | Tegenstander Uitslag                | Tegenstander Uitslag            | Tegenstander Uitslag                | Positie             | Tegenstander Uitslag                | Tegenstander Uitslag        | Tegenstander Uitslag     | Tegenstander Uitslag | Plaats |
| ------------------------------- | ------------------ | ----------------------------------- | ------------------------------- | ----------------------------------- | ------------------- | ----------------------------------- | --------------------------- | ------------------------ | -------------------- | ------ |
| Takeshi Asano                   | Enkelspel, C11 (m) | AUS Samuel Von Einem W met 3-1      | KOR Kim Gi-Tae V met 1-3        | Niet van toepassing                 | 2e                  | Niet van toepassing                 | HUN Peter Palos V met 2-3   | Uitgeschakeld            | Uitgeschakeld        | 5e     |
| Masachika Inoue                 | Enkelspel, C7 (m)  | BRA Israel Pereira Stroh V met 2-3  | AUS Jake Ballestrino W met 3-1  | EGY Sayed Mohamed Youssef V met 0-3 | 3e                  | Niet gekwalificeerd                 | Niet gekwalificeerd         | Niet gekwalificeerd      | Niet gekwalificeerd  | 11e    |
| Koyo Iwabuchi                   | Enkelspel, C8 (m)  | GBR Ashley Facey Thompson W met 3-2 | RPC Iurii Nozdrunov V met 2-3   | UKR Lev Kats V met 1-3              | 3e                  | Niet gekwalificeerd                 | Niet gekwalificeerd         | Niet gekwalificeerd      | Niet gekwalificeerd  | 9e     |
| Koya Kato                       | Enkelspel, C11 (m) | HUN Peter Palos V met 1-3           | KOR Kim Chang Gi V met 1-3      | Niet van toepassing                 | 3e                  | Niet gekwalificeerd                 | Niet gekwalificeerd         | Niet gekwalificeerd      | Niet gekwalificeerd  | 9e     |
| Nobuhiro Minami                 | Enkelspel, C2 (m)  | KOR Cha Soo Yong V met 2-3          | SVK Jan Riapos V met 0-3        | Niet van toepassing                 | 3e                  | Niet gekwalificeerd                 | Niet gekwalificeerd         | Niet gekwalificeerd      | Niet gekwalificeerd  | 13e    |
| Takeshi Takemori                | Enkelspel, C11 (m) | BEL Florian Van Acker V met 2-3     | VEN Denisos Martinez W met 3-2  | Niet van toepassing                 | 2e                  | Niet van toepassing                 | FRA Lucas Creange V met 0-3 | Uitgeschakeld            | Uitgeschakeld        | 5e     |
| Katsuyoshi Yagi                 | Enkelspel, C7 (m)  | CHN Liao Keli V met 0-3             | SLO Luka Trtnik W met 3-0       | Niet van toepassing                 | 2e                  | EGY Sayed Mohamed Youssef V met 1-3 | Uitgeschakeld               | Uitgeschakeld            | Uitgeschakeld        | 9e     |
| Masachika Inoue Katsuyoshi Yagi | Team, C6-7 (m)     | Niet van toepassing                 | Niet van toepassing             | Niet van toepassing                 | Niet van toepassing | Brazilië V met 0-2                  | Uitgeschakeld               | Uitgeschakeld            | Uitgeschakeld        | 9e     |
|                                 |                    |                                     |                                 |                                     |                     |                                     |                             |                          |                      |        |
| Kanami Furukuwa                 | Enkelspel, C11 (v) | UKR Natalia Kosmina W met 3-1       | FRA Lea Ferney V met 0-3        | HKG Wong Ting Ting W met 3-1        | 3e                  | Niet gekwalificeerd                 | Niet gekwalificeerd         | Niet gekwalificeerd      | Niet gekwalificeerd  | 5e     |
| Maki Ito                        | Enkelspel, C11 (v) | HKG Ng Mui Wui V met 1-3            | POL Krystyna Lysiak W met 3-0   | RPC Elena Prokofeva V met 0-3       | 2e                  | Niet van toepassing                 | Niet van toepassing         | FRA Lea Ferney V met 0-3 | Uitgeschakeld        | Brons  |
| Nozomi Takeuchi                 | Enkelspel, C10 (v) | POL Natalia Partyka V met 0-3       | TUR Merve Cansu Demir V met 0-3 | Niet van toepassing                 | 3e                  | Niet gekwalificeerd                 | Niet gekwalificeerd         | Niet gekwalificeerd      | Niet gekwalificeerd  | 7e     |
| Yuri Tomono                     | Enkelspel, C8 (v)  | CHN Mao Jingdian V met 0-3          | GER Juliane Wolf W met 3-2      | Niet van toepassing                 | 2e                  | Niet van toepassing                 | CHN Huang Wenjuan V met 0-3 | Uitgeschakeld            | Uitgeschakeld        | 5e     |
| Nozomi Takeuchi Yuri Tomono     | Team, C9-10 (v)    | Niet van toepassing                 | Niet van toepassing             | Niet van toepassing                 | Niet van toepassing | Niet van toepassing                 | Polen V met 0-2             | Uitgeschakeld            | Uitgeschakeld        | 5e     |

### Tennis
| Daisuke Arai                   | Rolstoel enkelspel (m)  | ISR Guy Sasson W met 2-0 (6-1, 6-1)              | SWE Stefan Olsson V met 0-2 (0-6, 2-6)                | Uitgeschakeld                                                   | Uitgeschakeld                                          | Uitgeschakeld                                          | Uitgeschakeld                                                 | 17e    |  |  |
| Shingo Kunieda                 | Rolstoel enkelspel (m)  | Bye                                              | SVK Marek Gergely W met 2-0 (6-0, 6-1)                | CHN Ji Zhenxu W met 2-0 (6-0, 6-1)                              | FRA Stephane Houdet W met 2-0 (7-6, 6-3)               | GBR Gordon Reid W met 2-0 (6-3, 6-2)                   | NED Tom Egberink W met 2-0 (6-1, 6-2)                         | Goud   |  |  |
| Takuya Miki                    | Rolstoel enkelspel (m)  | ESP Enrique Siscar Meseguer W met 2-0 (6-1, 6-2) | ARG Ezequiel Casco W met 2-0 (6-3, 6-1)               | FRA Nicolas Peifer V met 0-2 (2-6, 3-6)                         | Uitgeschakeld                                          | Uitgeschakeld                                          | Uitgeschakeld                                                 | 9e     |  |  |
| Takashi Sanada                 | Rolstoel enkelspel (m)  | NED Carlos Anker W met 2-0 (6-1, 6-1)            | KOR Im Ho Won W met 2-0 (6-2, 6-1)                    | GBR Gordon Reid V met 0-2 (2-6, 1-6)                            | Uitgeschakeld                                          | Uitgeschakeld                                          | Uitgeschakeld                                                 | 9e     |  |  |
| Daisuke Arai Takuya Miki       | Rolstoel dubbelspel (m) | Niet van toepassing                              | THA Suthi Khlongrua/Banjob Suwan W met 2-0 (7-6, 6-3) | ARG Gustavo Fernández/Agustin Ledesma V met 1-2 (2-6, 6-2, 3-6) | Uitgeschakeld                                          | Uitgeschakeld                                          | Uitgeschakeld                                                 | 9e     |  |  |
| Shingo Kunieda Takashi Sanada  | Rolstoel dubbelspel (m) | Niet van toepassing                              | Bye                                                   | FRA Frédéric Cattanéo/Gaetan Menguy W met 2-0 (6-1, 6-1)        | NED Carlos Anker/Ruben Spaargaren W met 2-0 (7-6, 6-3) | GBR Alfie Hewett/Gordon Reid V met 0-2 (2-6, 1-6)      | NED Tom Egberink/Maikel Scheffers V met 0-2 (3-6, 2-6)        | 4e     |  |  |
|                                |                         |                                                  |                                                       |                                                                 |                                                        |                                                        |                                                               |        |  |  |
| Yui Kamiji                     | Rolstoel enkelspel (v)  | Niet van toepassing                              | ARG María Florencia Moreno W met 2-0 (6-0, 6-1)       | BRA Meirycoll Duval W met 2-0 (0-6, 0-6)                        | CHN Zhu Zhenzhen W met 2-0 (7-5, 6-1)                  | NED Aniek van Koot W met 2-0 (6-2, 6-2)                | NED Diede de Groot V met 0-2 (3-6, 6-7)                       | Zilver |  |  |
| Momoko Ohtani                  | Rolstoel enkelspel (v)  | Niet van toepassing                              | RSA Mariska Venter W met 2-0 (6-1, 6-2)               | RPC Viktoriia Lvova W met 2-0 (7-5, 6-1)                        | NED Diede de Groot V met 0-2 (3-6, 2-6)                | Uitgeschakeld                                          | Uitgeschakeld                                                 | 5e     |  |  |
| Saki Takamuro                  | Rolstoel enkelspel (v)  | Niet van toepassing                              | RSA Kgothatso Montjane V met 0-2 (2-6, 1-6)           | Uitgeschakeld                                                   | Uitgeschakeld                                          | Uitgeschakeld                                          | Uitgeschakeld                                                 | 17e    |  |  |
| Manami Tanaka                  | Rolstoel enkelspel (v)  | Niet van toepassing                              | MAR Najwa Awane W met 2-0 (6-2, 6-1)                  | GBR Jordanne Whiley V met 0-2 (1-6, 0-6)                        | Uitgeschakeld                                          | Uitgeschakeld                                          | Uitgeschakeld                                                 | 9e     |  |  |
| Yui Kamiji Momoko Ohtani       | Rolstoel dubbelspel (v) | Niet van toepassing                              | Niet van toepassing                                   | Bye                                                             | CHN Huang Huimin/Huang Jinlian W met 2-0 (6-0, 6-0)    | NED Diede de Groot/Aniek van Koot V met 0-2 (4-6, 2-6) | CHN Wang Ziying/Zhu Zhenzhen W met 2-0 (6-2, 7-6)             | Brons  |  |  |
| Saki Takamuro Manami Tanaka    | Rolstoel dubbelspel (v) | Niet van toepassing                              | Niet van toepassing                                   | Bye                                                             | CHN Wang Ziying/Zhu Zhenzhen V met 0-2 (2-6, 1-6)      | Uitgeschakeld                                          | Uitgeschakeld                                                 | 5e     |  |  |
|                                |                         |                                                  |                                                       |                                                                 |                                                        |                                                        |                                                               |        |  |  |
| Mitsuteru Moroishi             | Quads enkelspel (g)     | Niet van toepassing                              | Niet van toepassing                                   | AUS Dylan Alcott V met 0-2 (0-6, 2-6)                           | Uitgeschakeld                                          | Uitgeschakeld                                          | Uitgeschakeld                                                 | 9e     |  |  |
| Koji Sugeno                    | Quads enkelspel (g)     | Niet van toepassing                              | Niet van toepassing                                   | KOR Kim Myung-je W met 2-0 (6-0, 6-0)                           | USA David Wagner W met 2-0 (6-4, 6-2)                  | NED Sam Schröder V met 0-2 (2-6, 3-6)                  | NED Niels Vink V met 0-2 (1-6, 4-6)                           | 4e     |  |  |
| Mitsuteru Moroishi Koji Sugeno | Quads dubbelspel (g)    | Niet van toepassing                              | Niet van toepassing                                   | Niet van toepassing                                             | ISR Yosi Saadon/Shraga Weinberg W met 2-0 (7-5, 6-2)   | AUS Dylan Alcott/Heath Davidson V met 0-2 (2-6, 4-6)   | GBR Antony Cotterill/Andy Lapthorne W met 2-1 (7-5, 3-6, 7-5) | Brons  |  |  |

### Triatlon
| Paralympiër                        | Onderdeel             | Resultaat | Prestatie |
| ---------------------------------- | --------------------- | --------- | --------- |
| Jumpei Kimura                      | Individueel, PTWC (m) | 6e        | 1:04:50   |
| Hideki Uda                         | Individueel, PTS4 (m) | Zilver    | 1:03:45   |
| Satoru Yoneoka Gids: Kohei Tsubaki | Individueel, PTVI (m) | Brons     | 1:02:20   |
|                                    |                       |           |           |
| Yukako Hata                        | Individueel, PT2 (v)  | 6e        | 1:28:04   |
| Atsuko Maruo Gids: Hideko Kikuchi  | Individueel, PTVI (v) | 11e       | 1:20:59   |
| Mami Tani                          | Individueel, PTS5 (v) | 10e       | 1:22:23   |
| Wako Tsuchida                      | Individueel, PTWC (v) | 9e        | 1:22:32   |

### Volleybal
| Paralympiër | Onderdeel | Resultaat | Prestatie |
| --- | --------- | --------- | --- |
| Koji Hidaka Yoshihiro Iikura Masahiko Kato Tetsuo Minakawa Takuya Nagano Nozomu Sagane Kazunari Sasaki Susumu Takasago Koji Tanaka Yuki Tanikawa Jun Tazawa Takashi Yanagi | Team (m)  | 8e        | Groep A V van Russisch Paralympisch Comité met 0-3 V van Egypte met 0-3 V van Bosnië en Herzegovina met 0-3 Plaats 7/8 V van China met 0-3 |
| Sachie Akakura Junko Fujii Satoko Kikuchi Michiyo Nischiie Shiori Ogata Mamiko Osada Mikiko Sumitomo Sachie Takei Yukari Tanaka                                            | Team (v)  | 8e        | Groep A V van Italië met 0-3 V van Brazilië met 0-3 V van Canada met 0-3 Plaats 7/8 V van Rwanda met 0-3                                   |

### Wielrennen

#### Baan
| Atleet         | Onderdeel                           | Heats               | Heats               | (Bronzen) Finale    | (Bronzen) Finale    |
| Atleet         | Onderdeel                           | Resultaat           | Rang                | Resultaat           | Rang                |
| -------------- | ----------------------------------- | ------------------- | ------------------- | ------------------- | ------------------- |
| Masaki Fujita  | 1 km tijdrit, C1-3 (m)              | Niet van toepassing | Niet van toepassing | 1:12.306            | 15e                 |
| Masaki Fujita  | Individuele achtervolging, C3 (m)   | 3:38.366            | 8e                  | Niet gekwalificeerd | Niet gekwalificeerd |
| Shota Kawamoto | 1 km tijdrit, C1-3 (m)              | Niet van toepassing | Niet van toepassing | 1:08.531            | 6e                  |
| Shota Kawamoto | Individuele achtervolging, C2 (m)   | 3:36.117            | 4e QB               | 3:38.947            | 4e                  |
|                |                                     |                     |                     |                     |                     |
| Miho Fujii     | 500 m tijdrit, C1-3 (v)             | Niet van toepassing | Niet van toepassing | 0:41.706            | 7e                  |
| Miho Fujii     | Individuele achtervolging, C1-3 (v) | 4:52.254            | 15e                 | Niet gekwalificeerd | Niet gekwalificeerd |
| Keiko Sugiura  | 500 m tijdrit, C1-3 (v)             | Niet van toepassing | Niet van toepassing | 0:39.869            | 4e                  |
| Keiko Sugiura  | Individuele achtervolging, C1-3 (v) | 4:02.834            | 5e                  | Niet gekwalificeerd | Niet gekwalificeerd |

#### Weg
| Paralympiër    | Onderdeel              | Resultaat | Prestatie |
| -------------- | ---------------------- | --------- | --------- |
| Masaki Fujita  | Wegwedstrijd, C1-3 (m) | 6e        | 2:11:06   |
| Masaki Fujita  | Tijdrit, C3 (m)        | 7e        | 36:47.63  |
| Shota Kawamoto | Wegwedstrijd, C1-3 (m) | 28e       | 2:28:51   |
| Shota Kawamoto | Tijdrit, C2 (m)        | 9e        | 39:08.26  |
|                |                        |           |           |
| Miho Fujii     | Wegwedstrijd, C1-3 (v) | 15e       | 1:37.24   |
| Miho Fujii     | Tijdrit, C1-3 (v)      | 15e       | 33:09.02  |
| Keiko Sugiura  | Wegwedstrijd, C1-3 (v) | Goud      | 1:12:55   |
| Keiko Sugiura  | Tijdrit, C1-3 (v)      | Goud      | 25:55.76  |

### Zwemmen
| Atleet                                                 | Onderdeel                              | Series              | Series              | Finale              | Finale              |
| Atleet                                                 | Onderdeel                              | Resultaat           | Rang                | Resultaat           | Rang                |
| ------------------------------------------------------ | -------------------------------------- | ------------------- | ------------------- | ------------------- | ------------------- |
| Kaede Hinata                                           | 50 m vrije slag, S5 (m)                | 0:37.45             | 16e                 | Niet gekwalificeerd | Niet gekwalificeerd |
| Kaede Hinata                                           | 50 m rugslag, S5 (m)                   | 0:41.97             | 10e                 | Niet gekwalificeerd | Niet gekwalificeerd |
| Kaede Hinata                                           | 50 m vlinderslag, S5 (m)               | 0:37.80             | 8e                  | 0:37.24             | 7e                  |
| Keiichi Kimura                                         | 100 m schoolslag, SB11 (m)             | 1:14.05             | 3e                  | 1:11.78             | Zilver              |
| Keiichi Kimura                                         | 100 m vlinderslag, S11 (m)             | 1:02.25             | 1e                  | 1:02.57             | Goud                |
| Keiichi Kimura                                         | 200 m individuele wisselslag, SM11 (m) | 2:32.60             | 3e                  | 2:29.87             | 5e                  |
| Kota Kubota                                            | 100 m vrije slag, S8 (m)               | 1:02.97             | 10e                 | Niet gekwalificeerd | Niet gekwalificeerd |
| Kota Kubota                                            | 100 m rugslag, S8 (m)                  | 1:09.88             | 7e                  | 1:09.09             | 5e                  |
| Akito Minai                                            | 100 m vrije slag, S10 (m)              | 0:58.44             | 17e                 | Niet gekwalificeerd | Niet gekwalificeerd |
| Akito Minai                                            | 100 m vlinderslag, S10 (m)             | 1:00.97             | 10e                 | Niet gekwalificeerd | Niet gekwalificeerd |
| Satoru Miyazaki                                        | 200 m vrije slag, S14 (m)              | 2:02.93             | 12e                 | Niet gekwalificeerd | Niet gekwalificeerd |
| Keichi Nakajima                                        | 200 m vrije slag, S14 (m)              | 2:04.00             | 15e                 | Niet gekwalificeerd | Niet gekwalificeerd |
| Keichi Nakajima                                        | 100 m vlinderslag, S14 (m)             | 0:58.96             | 15e                 | Niet gekwalificeerd | Niet gekwalificeerd |
| Keichi Nakajima                                        | 200 m individuele wisselslag, SM14 (m) | 2:23.57             | 18e                 | Niet gekwalificeerd | Niet gekwalificeerd |
| Tomatura Nakamura                                      | 100 m schoolslag, SB6 (m)              | 1:25.16             | 5e                  | 1:25.00             | 8e                  |
| Kataro Ogiwara                                         | 100 m vlinderslag, S8 (m)              | 1:05.98             | 12e                 | Niet gekwalificeerd | Niet gekwalificeerd |
| Kataro Ogiwara                                         | 200 m individuele wisselslag, SM8 (m)  | 2:31.72             | 11e                 | Niet gekwalificeerd | Niet gekwalificeerd |
| Genki Saito                                            | 400 m vrije slag, S13 (m)              | 4:29.03             | 9e                  | Niet gekwalificeerd | Niet gekwalificeerd |
| Genki Saito                                            | 100 m rugslag, S13 (m)                 | 1:03.44             | 7e                  | 1:04.56             | 8e                  |
| Genki Saito                                            | 100 m vlinderslag, S13 (m)             | 1:01.14             | 10e                 | Niet gekwalificeerd | Niet gekwalificeerd |
| Genki Saito                                            | 200 m individuele wisselslag, SM13 (m) | 2:18.24             | 9e                  | Niet gekwalificeerd | Niet gekwalificeerd |
| Takayuki Suzuki                                        | 50 m vrije slag, S4 (m)                | 0:38.25             | 1e                  | 0:37.70             | Zilver              |
| Takayuki Suzuki                                        | 100 m vrije slag, S4 (m)               | 1:27.48             | 2e                  | 1:21.58             | Goud                |
| Takayuki Suzuki                                        | 200 m vrije slag, S4 (m)               | 3:03.47             | 2e                  | 2:55.15             | Zilver              |
| Takayuki Suzuki                                        | 50 m schoolslag, SB3 (m)               | 0:51.75             | 5e                  | 0:49.32             | Brons               |
| Takayuki Suzuki                                        | 150 m individuele wisselslag, SM4 (m)  | 2:45.77             | 3e                  | 2:40.53             | Brons               |
| Dai Tokairin                                           | 100 m vlinderslag, S14 (m)             | 0:58.44             | 11e                 | Niet gekwalificeerd | Niet gekwalificeerd |
| Dai Tokairin                                           | 200 m individuele wisselslag, SM14 (m) | 2:15.54             | 8e                  | 2:11.29             | 4e                  |
| Uchu Tomita                                            | 400 m vrije slag, S11 (m)              | 4:35.77             | 2e                  | 4:31.69             | Zilver              |
| Uchu Tomita                                            | 100 m vlinderslag, S11 (m)             | 1:03.32             | 2e                  | 1:03.59             | Zilver              |
| Uchu Tomita                                            | 200 m individuele wisselslag, SM11 (m) | 2:32.87             | 4e                  | 2:28.44             | Brons               |
| Takuro Yamada                                          | 50 m vrije slag, S9 (m)                | 0:26.46             | 11e                 | Niet gekwalificeerd | Niet gekwalificeerd |
| Takuro Yamada                                          | 100 m schoolslag, SB8 (m)              | Niet gestart        | DNS                 | Niet gekwalificeerd | Niet gekwalificeerd |
| Takuro Yamada                                          | 200 m individuele wisselslag, SM9 (m)  | 2:26.65             | 8e                  | 2:27.18             | 8e                  |
| Naohide Yamaguchi                                      | 100 m schoolslag, SB14 (m)             | 1:04.45             | 1e                  | 1:03.77             | Goud                |
| Naohide Yamaguchi                                      | 100 m vlinderslag, S14 (m)             | 0:57.57             | 5e                  | 0:57.11             | 4e                  |
| Naohide Yamaguchi                                      | 200 m individuele wisselslag, SM14 (m) | 2:17.43             | 11e                 | Niet gekwalificeerd | Niet gekwalificeerd |
| Kota Kubota Akito Minai Kotaro Ogiwara Takuro Yamada   | 4 x 100 m wisselslag, 34 punten (m)    | 4:32.18             | 7e                  | 4:29.85             | 8e                  |
|                                                        |                                        |                     |                     |                     |                     |
| Kasumi Fukui                                           | 100 m rugslag, S14 (v)                 | 1:13.12             | 8e                  | 1:12.58             | 7e                  |
| Mami Inoue                                             | 100 m vlinderslag, S14 (v)             | 1:12.08             | 12e                 | Niet gekwalificeerd | Niet gekwalificeerd |
| Mami Inoue                                             | 200 m individuele wisselslag, SM14 (v) | 2:36.60             | 7e                  | 2:37.86             | 8e                  |
| Tomomi Ishiura                                         | 50 m vrije slag, S11 (v)               | 0:31.08             | 5e                  | 0:30.85             | 7e                  |
| Tomomi Ishiura                                         | 100 m vrije slag, S11 (v)              | 1:13.76             | 8e                  | 1:13.80             | 8e                  |
| Moemi Kinoshita                                        | 100 m vlinderslag, S14 (v)             | 1:10.53             | 7e                  | 1:10.25             | 7e                  |
| Sakura Koike                                           | 400 m vrije slag, S7 (v)               | Niet van toepassing | Niet van toepassing | 5:34.12             | 6e                  |
| Mayumi Narita                                          | 100 m vrije slag, S5 (v)               | 1:29.48             | 9e                  | Niet gekwalificeerd | Niet gekwalificeerd |
| Mayumi Narita                                          | 50 m rugslag, S5 (v)                   | 0:49.72             | 8e                  | 0:47.86             | 6e                  |
| Mayumi Narita                                          | 100 m schoolslag, SB4 (v)              | 2:18.64             | 9e                  | Niet gekwalificeerd | Niet gekwalificeerd |
| An Nishida                                             | 50 m vlinderslag, S7 (v)               | 0:38.39             | 7e                  | 0:37.98             | 8e                  |
| Chikako Ono                                            | 50 m vrije slag, S11 (v)               | 0:35.91             | 14e                 | Niet gekwalificeerd | Niet gekwalificeerd |
| Chikako Ono                                            | 100 m vrije slag, S11 (v)              | 1:19.82             | 12e                 | Niet gekwalificeerd | Niet gekwalificeerd |
| Chikako Ono                                            | 100 m rugslag, S11 (v)                 | 1:24.54             | 9e                  | Niet gekwalificeerd | Niet gekwalificeerd |
| Mikika Serizawa                                        | 100 m rugslag, S14 (v)                 | 1:16.93             | 12e                 | Niet gekwalificeerd | Niet gekwalificeerd |
| Mikika Serizawa                                        | 100 m schoolslag, SB14 (v)             | 1:19.39             | 7e                  | 1:20.09             | 7e                  |
| Ayano Tsujiuchi                                        | 50 m vrije slag, S13 (v)               | 0:27.79             | 6e                  | 0:27.59             | 7e                  |
| Ayano Tsujiuchi                                        | 400 m vrije slag, S13 (v)              | 4:49.96             | 8e                  | 4:50.01             | 8e                  |
| Ayano Tsujiuchi                                        | 100 m schoolslag, SB13 (v)             | 1:23.49             | 9e                  | Niet gekwalificeerd | Niet gekwalificeerd |
| Mikuni Utsugi                                          | 100 m schoolslag, SB8 (v)              | 1:28.44             | 6e                  | 1:28.59             | 6e                  |
| Mikuni Utsugi                                          | 200 m individuele wisselslag, SM9 (v)  | 2:53.28             | 13e                 | Niet gekwalificeerd | Niet gekwalificeerd |
| Miyuki Yamada                                          | 50 m rugslag, S2 (v)                   | 1:09.44             | 2e                  | 1:06.98             | Zilver              |
| Miyuki Yamada                                          | 100 m rugslag, S2 (v)                  | 2:34.35             | 3e                  | 2:26.18             | Zilver              |
| Maori Yui                                              | 100 m vrije slag, S5 (v)               | 1:34.39             | 10e                 | Niet gekwalificeerd | Niet gekwalificeerd |
| Maori Yui                                              | 200 m vrije slag, S5 (v)               | 3:11.12             | 6e                  | 3:14.58             | 6e                  |
| Maori Yui                                              | 100 m schoolslag, SB5 (v)              | 2:02.31             | 9e                  | Niet gekwalificeerd | Niet gekwalificeerd |
| Maori Yui                                              | 200 m individuele wisselslag, SM5 (v)  | Niet van toepassing | Niet van toepassing | 3:46.95             | 6e                  |
|                                                        |                                        |                     |                     |                     |                     |
| Kasumi Fukui Mami Inoue Dai Tokairin Naohide Yamaguchi | 4 x 100 m vrije slag, S14 (g)          | Niet van toepassing | Niet van toepassing | 3:57.18             | 4e                  |
| Kaede Hinata Tomotaro Nakamura Mayumi Narita Maori Yui | 4 x 50 m vrije slag, 20 punten (g)     | 2:44.89             | 9e                  | Niet gekwalificeerd | Niet gekwalificeerd |
| Tomomi Ishiura Genki Saito Uchu Tomita Ayano Tsujiuchi | 4 x 100 m vrije slag, 49 punten (g)    | Niet van toepassing | Niet van toepassing | 4:08.66             | 5e                  |

Afghanistan · 
Algerije · 
Amerikaanse Maagdeneilanden · 
Angola · 
Argentinië · 
Armenië · 
Aruba · 
Australië · 
Azerbeidzjan · 
Bahrein · 
Barbados · 
Belarus · 
België · 
Benin · 
Bermuda · 
Bosnië en Herzegovina · 
Botswana · 
Brazilië · 
Bulgarije · 
Burkina Faso · 
Burundi · 
Cambodja · 
Canada · 
Centraal-Afrikaanse Republiek · 
Chili · 
China · 
Chinees Taipei · 
Colombia · 
Congo-Brazzaville · 
Congo-Kinshasa · 
Costa Rica · 
Cuba · 
Cyprus · 
Denemarken · 
Dominicaanse Republiek · 
Duitsland · 
Ecuador · 
Egypte · 
El Salvador · 
Estland · 
Ethiopië · 
Faeröer · 
Fiji · 
Filipijnen · 
Finland · 
Frankrijk · 
Gabon · 
Gambia · 
Georgië · 
Ghana · 
Griekenland · 
Groot-Brittannië · 
Guatemala · 
Guinee · 
Guinee‑Bissau · 
Haïti · 
Honduras · 
Hongarije · 
Hongkong · 
Ierland · 
IJsland · 
India · 
Indonesië · 
Irak · 
Iran · 
Israël · 
Italië · 
Ivoorkust · 
Jamaica · 
Japan · 
Jordanië · 
Kaapverdië · 
Kameroen · 
Kazachstan · 
Kenia · 
Kirgizië · 
Koeweit · 
Kroatië · 
Laos · 
Lesotho · 
Letland · 
Libanon · 
Liberia · 
Libië · 
Litouwen · 
Luxemburg · 
Madagaskar · 
Maleisië · 
Mali · 
Malta · 
Marokko · 
Mauritius · 
Mexico · 
Moldavië · 
Mongolië · 
Montenegro · 
Mozambique · 
Namibië · 
Nederland · 
Nepal · 
Nicaragua · 
Nieuw-Zeeland · 
Niger · 
Nigeria · 
Noord-Macedonië · 
Noorwegen · 
Oeganda · 
Oekraïne · 
Oezbekistan · 
Oman · 
Oostenrijk · 
Pakistan · 
Palestina · 
Panama · 
Papoea-Nieuw-Guinea · 
Peru · 
Polen · 
Portugal · 
Puerto Rico · 
Qatar · 
Roemenië · 
Russisch Paralympisch Comité ·
Rwanda · 
Saint Vincent en Grenadines · 
Samoa · 
Saoedi-Arabië · 
Sao Tomé en Principe · 
Senegal · 
Servië · 
Seychellen · 
Sierra Leone · 
Singapore · 
Slovenië · 
Slowakije · 
Somalië · 
Spanje · 
Sri Lanka · 
Syrië · 
Tadzjikistan · 
Tanzania · 
Thailand · 
Togo · 
Tonga · 
Trinidad en Tobago · 
Tsjechië · 
Tunesië · 
Turkije · 
Turkmenistan · 
Uruguay · 
Venezuela · 
Verenigde Arabische Emiraten · 
Verenigde Staten · 
Vietnam · 
Zimbabwe · 
Zuid-Afrika · 
Zuid-Korea · 
Zweden · 
Zwitserland
Paralympisch Vluchtelingen Team